# Раков Сергій Кузьмич
Раков Сергій Кузьмич (рос. Раков Сергей Кузьмич) народився 17 липня 1931 року в м. Камишлов, Свердловська область, Росія. Помер 18 листопада 2011р в м. Київ, Україна.
Відомий фахівець у галузі інженерної геодезії, маркшейдерської справи України, Киргизії, Азербайджану, Росії.
Раков С. К. Закінчивши школу в 1949 р., вступив у Свердловський гірничий інститут імені B. B. Вахрушева. Після закінчення інституту у 1954 р., працював на багатьох керівних посадах при будівництві підземних об'єктів колишнього Радянського Союзу та України. Спочатку була робота на режимному об'єкті Красноярськ 26. Згодом за його безпосередньою участю було прокладено та споруджено автодорожній тунель Південне-Північне Тюзашу в Киргизії.
Багато праці, сміливих, творчих та інженерних рішень були вкладені Раковим С. К. в період 1961—1968 р.р. при будівництві Бакинського метрополітену.
В 1968 році він переїжджає до Києва на будівництво столичної підземки. На посаді Головного маркшейдера Київметробуду" повністю розквітає його великий інженерний та маркшейдерський талант. Він стоїть у витоків створення потужної геодезично-маркшейдерської служби, розроблені ним методи і технології до цього часу використовуються в Україні та країнах СНД і за кордоном.
В 1987 році Ракова С. К. як талановитого фахівця запрошують на переїзд до міста вчених фізиків Протвино Московської обл. для будівництва унікальних тунелів протонного прискорювача.
Після розпаду Радянського Союзу він повертається до Києва, в місто яке він полюбив понад усе, де працює як визначний спеціаліст в галузі геодезії та маркшейдерії, керівником, талановитим наставником молоді геодезично-маркшейдерської служби «Київметробуду» державної корпорації «Укрметротунельбуд».
За його участю була відновлена та розвинена лінійно-кутова мережа тріангуляції для будівництва метрополітену у м. Києві та Дніпропетровську. Проводились унікальні інженерно-геодезичні роботи та розрахунки при будівництві водоводів Ташлицької та Новодністровської ГАЕС, допустимих збійок та габаритів тунелів метрополітену. Розроблений за його участю метод вимірювань спостереження деформацій, переміщень та кренів будівель і споруд надав змогу уникнути недопустимі просідання багатьох унікальних об'єктів: «Палац Україна», «Михайлівський костел», «Золоті ворота» та багато інших.
Великий внесок Раков С. К. зробив у реконструкцію головної площі України — «Майдан Незалежності».
Його талант наставника важко оцінити, він був прекрасним педагогом та вчителем молоді. За роки своєї роботи він співпрацював з навчальними закладами, як голова екзаменаційної комісії технічних вузів.
Раков С. К. виховав не одне покоління талановитих спеціалістів в галузі інженерної геодезії та маркшейдерської справи.
За свою працю Раков С. К. був неодноразово нагороджений багатьма грамотами, відзнаками та нагородами. У 2008 р. Українське Товариство Геодезії і Картографії присвоїло йому відзнаку «Почесний геодезист України».